# 히가시야마촌 (아이치현)
히가시야마촌(東山村)은 아이치현 아이치군에 설치되었던 촌이다. 현재의 나고야시 지쿠사구 동부에 해당한다.